# Ǹ
Cette page contient des caractères spéciaux ou non latins. S’ils s’affichent mal (▯, ?, etc.), consultez la page d’aide Unicode.
Ǹ (minuscule : ǹ), appelé N accent grave, est un graphème utilisé dans les alphabets du dii, goo, kikongo, ntcham et du !xóõ (langue khoïsan) comme variante de la lettre « N ». Il s’agit de la lettre N diacritée d'un accent grave.

## Utilisation
Dans plusieurs langues tonales le ‹ ǹ › représente le même son que le ‹ n › où l’accent grave indique le ton bas et qu’il s’agit d’une syllabe.

## Représentations informatiques
Le N accent grave peut être représenté avec les caractères Unicode suivants :
- précomposé (latin étendu B)[1] :

| formes    | représentations | chaînes de caractères | points de code | descriptions                    |
| --------- | --------------- | --------------------- | -------------- | ------------------------------- |
| capitale  | Ǹ               | Ǹ                     | U+01F8         | lettre majuscule latine n grave |
| minuscule | ǹ               | ǹ                     | U+01F9         | lettre minuscule latine n grave |

- décomposé (latin de base, diacritiques) :

| formes    | représentations | chaînes de caractères | points de code | descriptions                                       |
| --------- | --------------- | --------------------- | -------------- | -------------------------------------------------- |
| capitale  | Ǹ               | N◌̀                    | U+004E U+0300  | lettre majuscule latine n diacritique accent grave |
| minuscule | ǹ               | n◌̀                    | U+006E U+0300  | lettre minuscule latine n diacritique accent grave |